# Kyselina sebaková
Kyselina sebaková (systematický název kyselina dekandiová) je v přírodě se vyskytující dikarboxylová kyselina se vzorcem HOOC(CH2)8COOH. jedná se o nasycenou karboxylovou kyselinu, protože všechny vazby mezi atomy uhlíku jsou jednoduché. Její soli a estery se nazývají sebakáty.
Za běžných podmínek je to bílá práškovitá látka. V průmyslu se kyselina sebaková používá například pro výrobu nylonu, změkčovadel, maziv, kosmetiky nebo svíček.

## Název

Vlasový folikul včetně mazových žláz. 1 - vlas, 2 - povrch kůže, 3 - kožní maz, 4 - mazová žláza, která obsahuje kyselinu sebakovou, 5 - folikul

Její název pochází z latinského slova sebaceus (česky mazové) nebo sebum (česky kožní maz nebo lůj). Latinský název tak odkazuje na její výskyt v kožním mazu nebo na použití při výrobě svíček.

## Výskyt
- V ricinovém oleji
- V kožním mazu, který vzniká sekrecí kožními mazovými žlázami. Jedná se o lipidy složené převážně z triglyceridů (41%), voskových esterů (26%), skvalenu (12%) a mastných kyselin (16%), ve kterých je hlavní složkou právě kyselina sebaková.
- Nachází se i v jiných lipidech, které pokrývají povrch kůže. Je silným aktivátorem prozánětlivých buněk u organismů. Tím přispívá ke zhoršení různých zánětlivých kožních infekcí.

## Výroba
Drtivá většina světové produkce kyseliny sebakové pochází z Číny, která ročně vyveze přes 20 000 tun této kyseliny. To představuje 90 % světové produkce.
- V průmyslovém měřítku se vyrábí z ricinového oleje, který obsahuje asi 87 % kyseliny ricinolejové. Alkalickým štěpením kyseliny ricinolejové hydroxidem sodným vzniká sebakát sodný, který se dále zpracovává na kyselinu sebakovou. Oktanol a glycerin jsou vedlejšími produkty.
- Technicky důležitá je také syntéza kyseliny sebakové pomocí Kolbeho elektrolýzy, při které vzniká dimethylsebakát.
- Může být vyráběna oxidací kyseliny stearové nebo 1,10-dekandiolu.
- Získává se z dekalinu prostřednictvím terciárního hydrogenperoxidu, kdy vzniká cyklodecenon, prekurzor kyseliny sebakové.
- Pro její výrobu lze použít i fermentační procesy.

## Využití
- V průmyslu se kyselina sebaková a její homology, jako například kyselina azelaová, používají jako plastifikátory, maziva, hydraulické kapaliny, v kosmetice a na výrobu svíček.
- Používá se jako meziprodukt při výrobě aromatik, antiseptik a barev.
- Nejznámější využití je pro výrobu polyamidů, zejména nylonu 610.
- Polyester získaný polykondenzací kyseliny sebakové a glycerolu se používá jako biologicky přijatelný materiál pro lékařské chirurgické výrobky.
- Vzhledem k jejich nízké toxicitě se často používá v obalových fóliích.